# Travneve, Zbaraj
Travneve (în ucraineană Травневе) este un sat în comuna Strîiivka din raionul Zbaraj, regiunea Ternopil, Ucraina.

## Demografie
Componența lingvistică a localității Travneve
     Ucraineană (99,38%)
     Alte limbi (0,62%)
Conform recensământului din 2001, majoritatea populației localității Travneve era vorbitoare de ucraineană (99,38%), existând în minoritate și vorbitori de alte limbi.